# 东南街道 (绥棱县)
东南街道，是中华人民共和国黑龙江省绥化市绥棱县下辖的一个乡镇级行政单位。东南街道成立于2016年3月，由原绥棱镇城区部分地区析置设立。辖区总面积约1.12平方公里，街道办公地址位于县城东南部繁荣大街路北。

## 行政区划
东南街道下辖以下地区：
东南社区和西南社区。